# Рат Реке Угља
Рат Реке Угља (Coal Creek War) био је оружани раднички устанак раних 1890-их у југоисточним Сједињеним Државама, који се одвијао првенствено у округу Андерсон, Тенеси (Anderson County, Tennessee). Овај устанак радника био је у јеку током 1891. године, када су власници рудника угља у сливу Реке Угља почели да уклањају и замењују своје приватне рударе, запослене у компанији, а затим на платној листи са осуђеним радницима, које је систем одкупио од државног затвора у Тенесију. 
Ти бивши рудари Реке Угља су више пута нападали и палили и залихе државних затвора и имовину рудника, све док нису стотине радника који су били осуђени ослобађали робства у рударским компанијама. Многи од тих рудара из Реке Угља такође су рањавани или убијани у сукобима са малокалибарским оружјем током рата у Реци Угља, заједно са десетинама милицајаца из Тенесија. 
Један историчар описује рат из Реке Угља као "једну од најдраматичнијих и најзначајнијих епизода у целој америчкој радној историји". 
Рат реке угља је и сам био део веће радне борбе широм Тенесија која је покренута против контроверзног државног система закупа осуђивачких држава, који је дозвољавао да државни затворски систем изнајмљује осуђенике на рад рударским компанијама (и другим пословним предузећима) са ефектом сузбијање плата запослених на отвореном тржишту широм државе. Избијање овог радног сукоба дотакло је партизанску ватру медија између рудара и рударских присталица и негативаца постављало је питање отпиштања осуђеника на јавну расправу. 
Иако је рат реке угља у основи завршен хапшењима стотина бивших рударских компанија угља током 1892. године. Неповољна изложеност обог сукоба државе са приватном радном снагом покренут широм земље је довела до пада гувернера Џона П. Бјуканана (John P. Buchanan), а приморала је генералну скупштину Тенесија да преиспита свој државни систем закупа радне снаге.  Влада државе Тенеси касније је одбила да обнови своје осуђене уговоре о закупу радног односа са приватним предузећима по доласку на датум истека 1896., чиме је Тенеси једна од првих држава у Јужној Америци (South America) која је прекинула ову контроверзну праксу. 

## Географска подешавања
Рат Реке Угља одвијао се на источном ободу планина Камблед(Cumberland Mountains), где тај простор омогућава пут ка долину Тенесија. Река Угља, притока реке Клинч (Clinch River), тече ка северу неколико километара од свог извора у планинама, пресецајући уску долину између кружног корита Валдена (Walden Ridge) на истоку и планине Воуел (Vowell Mountain) на западу пре изласка из планина на исток кроз водени јаз у гребену Валден. Бок планине Воуел познат као "Милиша Хил" (Militia Hill) гледа на овај водени јаз. 
Већина насиља усредсређена је на две заједнице — Брајсвил (Briceville), на горњем крају Реке Угља близу извора, и град Река Угља, савремени Роки Топ (Rocky Top), на доњем крају потока, где извире из своје водене рупе Валден Риџ (Walden Ridge). Остали кључни догађаји догодили су се неких 15 миља (24 km) јужно од Реке Угља код Оливер Спринга (Oliver Springs). Знатан број симпатичних рудара кренуо је на југ од Џелика (Jellico), двадесетак миља северно од Реке Угља и Кентакија да би се придружио устанку, а паралелни сукоб против закупљивања догодио се у округу Грунди (Grundy County) и округу Марион (Marion County), око 100 миља (160 km) јужно од области Реке Угља, 1892. године. Река Угља је био повезан са Кентакијем и Ноксвилом (Knoxville) пругом Источног Тенесија, Виргиније (Virginia) и Џеорџије (Georgia), а главна линија спајала је Реку Угља са Брајсвилом. 

## Позадина
Након Америчког грађанског рата, Тенеси се, као и друге јужне државе, мучио да пронађе изворе прихода. Послератна изградња пруге отворила је у тој земљи угљена поља за велике рударске операције, стварајући велику потражњу за јефтином радном снагом. Држава је 1866. почела да даје у закуп своје осуђенике компанијама спремним да плаћају становање затвореника у замену за њихов рад, а 1871. је осуђенима изнајмљивао компанију за угаљ, гвожђе и железницу у Тенесију (ТЦИ), која је била власник великог угља и ливничког песка у области Камблдске висоравни (Cumberland Plateau) западно од Чатонуге (Chattanooga). ТЦИ је са своје стране већину осуђеника предао мањим рударским компанијама.  Иако је постојао одређени отпор међу слободним рударима према употреби осуђених радника у 1870-им, број радних места и преференције компанија за квалитетнију производњу бесплатне радне снаге ублажили су забринутост рудара. 
У истом периоду, долина Реке Угља постала је један од најуноснијих региона за вађење угља у Тенесију. Град Река Угља се брзо проширио, постајући највећи у округу Андерсон са 3.000 становника до краја 1870-их. Рудници угља отворили су се широм долине између Реке Угља и Брајсвила, који је основан као рударски град крајем 1880-их. Већину рудника поставиле су компаније које су закупиле земљу од компаније за експлоатацију и производњу Реке Угља, коју су формирали Едвард Ј. Санфорд (Edward J. Sanford) и други копнени шпекуланти након грађанског рата. Док су рударске компаније оствариле значајне зараде, рудари су се често економски борили и почели да се организују 1880-их. Власници рудника су више волели бесплатну радну снагу, али су претили да ће заменити слободне рударе осуђенима кад год би бесплатни рудари говорили о формирању синдиката. Ипак, до краја 1880-их, само две рударске операције у округу Андерсон — рудник компаније Гвожђа Ноксвиле (Knoxville Iron Company) у Реци Угља и рудник „Велика Планина“ (Big Mountain) компаније Камгленд Кол Компани (Cumberland Coal Company's) у Оливер Спрингсу — користили су у првом реду осуђену радну снагу. 

## Сукоб

### Почетак Избијања
1890. године, избор неколико чланова радничког савеза фармера из Тенесија — међу њима и гувернера Џона П. Бјуканана — за државну владу је ојачао рударе у долини Река Угља, како би поставили неколико захтева. Један од кључних захтева било је плаћање у готовини, а не обвезницама компаније, која се може користити или у продавницама у власништву компаније са обележеним ценама или бити откупљена за готовину у проценту од њене вредности. Рудари су такође тражили да им се дозволи коришћење сопствених контролних тегова — специјалним који су мерили угаљ и утврђивали колико је одређени рудар зарадио — уместо контролних тегова које је компанија ангажовала. Будући да су државни закони већ забранили плаћање отпада и чековима који су унајмиле компаније, већина власника рудника је прихватила захтеве, иако су били усред економске кризе. Међутим, компанија за ископавање угља у Тенесију (ТЦМЦ)(Tennessee Coal Mining Company), која је управљала рудником у близини Брајсвила, одбила је захтеве и 1. априла 1891. обуставила операције. Два месеца касније, компанија је захтевала од својих рудара да потпишу уговор о гвожђу пре него што су се вратили на посао. Рудари су одбили. 
Дана 5. јула ТЦМЦ је поново отворио рудник Брајсвил користећи осуђенике које је узео у закуп од ТЦИ. Тензија је већ висока, компанија је срушила куће рудара у Брајсвилу да би се изградила ограда за своје осуђене раднике. Рудари и локални трговци састали су се 14. јула како би одредили ток акције. Причало се да ће сутрадан доћи већа група осуђених. Те ноћи око 300 наоружаних рудара — на челу са Најтс оф Лејба (Knights of Labor) организатора Јуџин Маров (Eugene Merrell), Џорџ Ајриш (George Irish), и Мартина Римграхам (Marcena Ingraham) — опколило је ограду Брајсвила цтражари складишта предали су се без туче, а осуђеници су прешли у Реку Угља, где су се укрцали у воз и отишли у Ноксвил. 

### Одговор гувернера
Након заплене залиха у Брајсвилу, рудари из Реке Угља послали су телеграм гувернеру Бјуканану, у коме се наводи да су предузете њихове акције да би одбранили своју имовину и плате и затражили његову интервенцију. 16. јула, Бјуканан, у пратњи три државно милицијске компаније Тенеси, две из Чатонуге и једна из Ноксвила, одвео је осуђенике у Брајсвил.  На Тисол Свичу (Thistle Switch), железничкој станици близу Фратервила (Fraterville), неколико стотина љутих рудара суочило се с гувернером и затражило да им се обрати.  Бјуканан је рекао рударима да је шампион рада, али као гувернер био је дужан да спроводи законе и молио је да се смире и стрпе. Након говора гувернера Мерол (Merrell) је то погазио тврдећи да се гувернер није трудио да примењује законе који се односе на регрутацију или контроле и назвао је државу " срамотом за цивилизовану земљу ". Касније те ноћи, испаљени су пуцњи у заливу, што је запрепастило гувернера, који је на том месту остао до следећег дана. Гувернер је оставио 107 милицајаца под пуковником Гранвилом Савиром (Granville Sevier), праунуком Џона Савира, да чува затвор. 
Јутро 20. јула, око 2.000 рудара наоружаних сачмарицама, пушкама и пиштољима поново је опколило Брајсвилов затвор. Рударске редове појачао је прилив рудара из пограничног града Џелико и неколико стотина рудара из Кентакија, од којих су неки успешно уклонили осуђенике из два руднике у Кентакију пет година раније. Након што је стекао уверење да ниједна имовина компаније неће бити оштећена, Савир се, видевши узалудност одупирања тако великој сили, предао. Рудари су поново пребацили осуђенике у Реку Угља и одвезли их у воз за Ноксвил. Касније тог дана, рудари су марширали на рудник компаније гвожђе Ноксвил близу Реке Угља, који је такође користио осуђенички рад, приморао је стражаре у његовом затвору да се предају и такође послао своје осуђенике у Ноксвил. 

### Примирје и законодавне акције
Дана 21. јула 1891., гувернер Бјуканан отпутовао је у Ноксвил, где је поново позвао милицију. Током четвородневног периода, гувернер се састао са комитетом локалних личности пријатељских интереса рудара, а то су адвокат Ј.Ц.Ј Вилијамс (J.C.J. Williams), уредник Ноксвиле жоурнала Вилиам Рул (William Rule) и организатор Јунитед Мајн Воркерс (United Mine Workers) Вилијам Веб (William Webb). 23. јула, Вилијам и Веб отишли су у Реку Угља како би се обратили рударима, поновивши молбу гувернера за стрпљење. Вилијамс је рударе уверавао да гувернер подржава прекид коришћења затвореника, али рекао је да ће требати времена да се закон промени. Рудари су тако пристали на 60 дана примирја након што их је гувернер уверио да ће сазвати посебну седницу америчког државног законодавства и препоручио да се закон о закупу укине. Осуђени радници вратили су се 25. јула. Током примирја Мерел и Ајриш путовали су по држави, одржавајући говоре како би подржали рударе. 
Дана 31. августа Бјуканан је сазвао посебну седницу државног законодавства ради разматрања питања закупа осуђеника. Једно питање пред законодавцем било је да ли држава може раскинути уговор о коришћењу који је потписала или не, а који није истекао до 31. децембра 1895. године. Друго питање је било шта урадити са осуђеницима ако се систем закупа осуђује. Након тронедељне расправе, законодавно тело прекинуло се 21. септембра, предузимајући мало другачије акције осим што је учинило кривично дело да се меша у систем коришћења и овластио гувернера да предузме све потребне радње за заштиту система.  Након ове пропасти, рудари су пружили наду државном судском систему, који је размотрио случај који је покренуо Тенесијски комесар за рад, Џеорџ Форд(George Ford), који је тврдио да су лоши услови у којима су затвореници радили и живели кршили државни закон. Случај се брзо кретао судовима, стигавши до Врховног суда државе Тенеси у октобру 1891. године. Главни суд, Петер Турнеи (Peter Turney), међутим, пресудио је против рудара, у основи позивајући се на светост уговора. 

### Спаљивање залива и оснивање склоништа Андерсон
Дана 28. октобра 1891. одбор који је заступао интересе рудара Реке Угља објавио је да подноси оставку, одбацио је законодавство и упутио суптилни позив на оружје. Убрзо након тога, 31. октобра, група рудара је спалила залиху ТЦМЦ-а у Брајсвилу и заузела залиху компаније Гвожђа Ноксвил Компани у Реци Угља. Неколико зграда компаније је уништено или опљачкано, али складиште је било поштеђено. преко 300 осуђеника су ослободили и обезбедили свежу храну и цивилну одећу за побуњеника, који су их молили да не врше даље злочине. 2. новембра, друга група је запалила залив у Оливер Спрингсу и ослободили 153 осуђеника. Као одговор на кратку паузу, преговарано је о другом примирју у којем су се рудари сложили да омогуће повратак осуђених у Реку Угља и Оливер Спрингу, али не у Брајсвилу, где је председник ТЦМЦ-а Б.А. Џенкинс(B.A. Jenkins) незадовољан осуђеничким радом. Држава је послала осамдесет и четири милицајца под командом Ј. Келер Андерсон (J. Keller Anderson) да чувају залихе осуђеника у Реку Угља и малим снагама да чувају оног у Оливер Спрингсу. Андерсон је изградио Склониште Андерсон (Fort Anderson) на ономе што је постало познато као "Милиција Хил", гледајући на Реку Угља преко језера Валден Риг, опремљеног пиштољем Гатлинг (Gatling gun), а осуђени су се 31. јануара 1892. вратили у долину Реке Угља. 
Односи између милиција, од којих је већина била из средњег или западног Тенесија, и људи из Реке Угља брзо су се успоставили. Мерел је писао гувернеру Бјуканану жалећи се на понашање трупа, а неколико месеци рудари и војници неселективно су пуцали један на другог, при чему је једна страна окривила другу за провоцирање.  У међувремену, Мерел и председник ТЦМЦ-а Џенкинс измирили су амандмане и њих двоје су започели промоцију новог стила рударских операција који је погодан и за рударе и за менаџере. До лета 1892. десетине новина и часописа широм земље, укључујући Њујорк Тајмс (The New York Times), Алабама Сентинел (Alabama Sentinel) и Харпер'с Викли (Harper's Weekly), послали су дописнике у регион Реке Угља да прикрију сукоб. Расправа је у почетку била минимална, мада су се насилни напади наставили и милицајци убијани, расположење је почело да се мења.  Нашвил Банер (Nashville Banner) назвао је рударе „ лоповима, пљачкашима, силеџијама и одметницима “,  док је републиканац Чатануга (Chattanooga Republican) оптужио државно законодавство да је „ нечовечан “. Два листа Ноксвила, Џурнал (the Journal) и Трибјун (the Tribune), у почетку су хвалила одлучност рудара и осуђивали владу на неефикасност, али њихова уверења су се променила након што су залихе спаљене у октобру 1891. 

### Напад на склониште Андерсон и хапшење рудара
Док су се рударске компаније у Источном Тенесију удаљавале од осуђеничког рада, главни државни закупац, ТЦИ, остао је непоколебљиво посвећен коришћењу закупа осуђених у својим рудницима у Јужном Тенесију. Кад је Кумберланд угља(Cumberland Coal) искористио затворенике у руднику Оливер Спрингс, ТЦИ је откупио закуп рудника, чиме је директно ушао у лежишта на округу Андерсон. Како је компанија смањила рад својих слободних радника, тензије су упорно расле. 13. августа 1892. године, слободни рудари у Граунди Каунти (Grundy County) срушили ТЦИ барикаде у градуТрејси (Tracy City), а 15. августа уклоњени осуђеника из ТЦИ затвор у Инмен (Innman) у Марион Коунти (Marion County) .  Ове акције су поново завладале одбојношћу у Источном Тенесију, а 17. августа, група рудара на челу са Џоном Хатмејкером (John Hatmaker) напала је залихе ТЦИ-ја у Оливер Спрингсу, али су их стражари зауставили. Убрзо након тога, већа група рудара поново се окупила код залиха, а њени стражари коначно су се предали. Стовариште је изгорело, а осуђени су стављени у воз и послани у Нешвил. Следећег дана заповедник милиције Келер Андерсон (Keller Anderson) заробљен је у Реци Угља, а рудари су наредили да се други ратни командант Форт Андерсон, поручник Пери Фајф (Perry Fyffe), преда. Након што је Фајф одбио, рудари су тврђаву напали и убили два милицајца, али нису успели да заузму положај. 
Као одговор на овај последњи устанак, гувернер Бјуканан је послао 583 милицајаца под командом генерала Самуела Т. Карнса (Samuel T. Carnes) у Источни Тенеси. Такође је наредио шерифима погођених жупанија да формирају Дворишта. Већина шерифова у округу — укључујући шерифе Андерсона и Моргана — игнорисали су ову наредбу или су покушали да је изврше, али неколико десетина добровољаца је окупљено у областима Нашвила, Чатонга и Ноксвила. Група волонтера из Ноксвила марширала је да ослободи опкољену тврђаву Андерсон, али док су спустили Валден Ригом, група рудара заспала је у заседи, убила двојицу добровољаца, а остале послали бежећи према Клинтону (Clinton.) . Карнес (Carnes) је стигао 19. августа и брзо је вратио ред и добио Андерсоново пуштање на слободу. Потом је покренуо помак региона од Реке Угља до Јелика, ухапсивши стотине рудара за које се сматра да помажу у побуни.  Милиција је користила црквену заједнице Брајсвила као привремени затвор за оне које је ухапсила. 

## Последица
Карнесово пометање долине Реке Угља у великој мери је окончало рат Реке Угља, иако је пропао напад на ТЦИ-ову залиху у Трајси Ситију (Tracy City) у априлу 1893. године  и обешање милиције рудара Ричарда Друмонда (Richard Drummond), који је убио војника у свађи, са железничког моста код Брајсвила у августу 1893. претио да ће поново подстаћи насиље.  Гувернер Бјуканан, кога су подједнако напали и рудари и власници рудника због своје неодлучности, није успео да добије кандидатуру своје странке за гувернера 1892. године, уместо тога, државни демократи су изабрали врховног судије Питера Турнеја . Бјуканан се још увијек кандидовао као кандидат треће стране, али Турнеј је лако победио на изборима, окончавши Бјукананову политичку каријеру. Видевши да је финансијски добитак државе од закупа осуђених избрисан тако што је морао задржати милицију на терену, Турнеј и законодавна власт одлучили су да дозволе да уговор ТЦИ истекне, те су донијели законодавство за изградњу државног затвора Бруши Маунтајн (Brushy Mountain State Penitentiary) и куповину земљишта у округу Морган (Morgan County) где би осуђени били рудник угља директно за државу, уместо да се такмиче са бесплатном радном снагом. 
Судија округа Андерсон В.Р Хикс (W.R. Hicks) надгледао је оптужнице за скоро 300 рудара и других појединаца повезаних са устанком Реке Угља. Многи, укључујући југена Мерела(Eugene Merrell), побјегли су из државе пре него што су могли бити оптужени или изведени пред суд. Скоро сви који су се појавили на суду су или ослобођени или проглашени кривима и новчано кажњени. Само једно суђење завршило је озбиљном робијом — Д.Б Монро (D.B. Monroe), осуђен на седам година пошто је медијски осуђен као " аутсајдер " из Чатануге који је дошао у округ Андерсон да би ширио своју " анархистичку " филозофију. Монро је пуштен након одслужења само две године. 

### Нaслеђе
Фондација ветерана Реке Угља тренутно ради на очувању наслеђа рата Реке Угља и његовог утицаја на то подручје и преузела је иницијативу за тражење остатака тврђаве Андерсон и неколико слабо означених или неозначених гробова осуђеника у близини старог рудника гвожђа компаније Ноксвил . Драмонд Тресл (Drummond's Trestle), гвоздени мост на коме је 1893. године обешен рудар Ричард Друмонд, још увек стоји у близини раскрснице аутопута 116 и аутопута Доњи Брајсвил (Lower Briceville), и тема је локалне легенде о Драмондовом духу.  Велики део земље коју је држава купила 1896. године за изградњу државног затвора Бруши Маунтаин сада је део парка Фрозен Хеад Стејт (Frozen Head State Park) . 
Рат Реке Угља пружио је инспирацију за неке од најранијих протестних музика за експлоатацију угља у Апалацији . Песме о сукобу укључују "Coal Creek Troubles", написане у јеку сукоба и снимљене Јилсон Сетерс (Jilson Setters) 1937. године  и мелодију бањо (banjo) под називом "Coal Creek March", коју је за Кентаки снимио бањоист Пит Стил (Pete Steele) за Конгресну библиотеку 1938. године и данас је популарна међу музичарима блуграс (bluegrass) . Песма "Buddy Won't You Roll Down the Line" коју је написао и извео пионир Гранд Ол Опри (Grand Ole Opry), ујак Дејв Мејкон (Uncle Dave Macon), заснован је на рату Реке Угља. 